# Futebolista Asiático do Ano

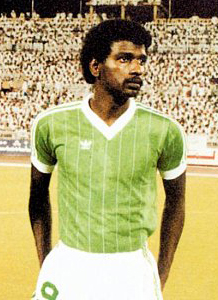
Majed Abdullah, do Al-Naser, em 1984.

Futebolista Asiático do Ano é um prêmio anual de futebol, dado desde 1988, pelo Confederação Asiática de Futebol.

## Vencedores

### Prêmio IFFHS
O Prêmio de Jogador Asiático do Ano da IFFHS é uma premiação anual concedida pela Federação Internacional de História e Estatísticas do Futebol (IFFHS). Originalmente, era o predecessor do Prêmio de Jogador do Ano da AFC, mas foi revivido em 2020.
| Ano                         | Posição | Jogador           | Nacionalidade          | Clube          | Pontos | Ref.                |
| --------------------------- | ------- | ----------------- | ---------------------- | -------------- | ------ | ------------------- |
| 1988                        | 1º      | Ahmed Radhi       | Iraque                 | Al-Rasheed     | 26     | [carece de fontes?] |
| 1988                        | 2º      | Kim Joo-Sung      | Coreia do Sul          | Daewoo Royals  | 16     | [carece de fontes?] |
| 1988                        | 3º      | Majed Abdullah    | Arábia Saudita         | Al-Nassr       | 14     | [carece de fontes?] |
|                             |         |                   |                        |                |        |                     |
| 1989                        | 1º      | Kim Joo-Sung      | Coreia do Sul          | Daewoo Royals  | 38     | [carece de fontes?] |
| 1989                        | 2º      | Majed Abdullah    | Arábia Saudita         | Al-Nassr       | 12     | [carece de fontes?] |
| 1989                        | 3º      | Ahmed Radhi       | Iraque                 | Al-Rasheed     | 6      | [carece de fontes?] |
|                             |         |                   |                        |                |        |                     |
| 1990                        | 1º      | Kim Joo-Sung      | Coreia do Sul          | Coreia do Sul  | 36     | [carece de fontes?] |
| 1990                        | 2º      | Farshad Pious     | Irão                   | Persepolis     | 28     | [carece de fontes?] |
| 1990                        | 3º      | Adnan Al-Talyani  | Emirados Árabes Unidos | Al Shaab       | 16     | [carece de fontes?] |
|                             |         |                   |                        |                |        |                     |
| 1991                        | 1º      | Kim Joo-Sung      | Coreia do Sul          | Daewoo Royals  | 31     | [ 1 ]               |
| 1991                        | 2º      | Chung Yong-Hwan   | Coreia do Sul          | Daewoo Royals  | 28     | [ 1 ]               |
| 1991                        | 3º      | Samad Marfavi     | Irão                   | Esteghlal      | 16     | [ 1 ]               |
|                             |         |                   |                        |                |        |                     |
| 1992                        | 1º      | Kazuyoshi Miura   | Japão                  | Verdy Kawasaki | 30     | [carece de fontes?] |
| 1992                        | 2º      | Fahad Al-Bishi    | Arábia Saudita         | Al-Nassr       | 17     | [carece de fontes?] |
| 1992                        | 3º      | Mehdi Fonunizadeh | Irão                   | Bank Tejarat   | 13     | [carece de fontes?] |
| Não premiado de 1993 a 2019 |         |                   |                        |                |        |                     |
| 2020                        | 1º      | Son Heung-min     | Coreia do Sul          | Tottenham      | —      | [ 3 ]               |
| 2020                        | —       | Sardar Azmoun     | Irão                   | Zenit          | —      | [ 3 ]               |
| 2020                        | —       | Takumi Minamino   | Japão                  | Liverpool      | —      | [ 3 ]               |
|                             |         |                   |                        |                |        |                     |
| 2021                        | 1º      | Son Heung-min     | Coreia do Sul          | Tottenham      | —      | [ 4 ]               |
|                             |         |                   |                        |                |        |                     |
| 2022                        | 1º      | Son Heung-min     | Coreia do Sul          | Tottenham      | —      | [ 5 ]               |

### Prêmio AFC
O Jogador do Ano da AFC é um prêmio anual oferecido pela Confederação Asiática de Futebol (AFC). É concedido ao jogador asiático que tem o melhor desempenho em clube(s) da AFC em um ano civil.
| Ano                         | Posição | Jogador              | Nacionalidade          | Clube                 | Ref.                |
| --------------------------- | ------- | -------------------- | ---------------------- | --------------------- | ------------------- |
| 1994                        | 1º      | Saeed Al-Owairan     | Arábia Saudita         | Al Shabab             | [carece de fontes?] |
|                             |         |                      |                        |                       |                     |
| 1995                        | 1º      | Masami Ihara         | Japão                  | Yokohama F. Marinos   | [carece de fontes?] |
|                             |         |                      |                        |                       |                     |
| 1996                        | 1º      | Khodadad Azizi       | Irão                   | Bahman F.C.           | [carece de fontes?] |
| 1996                        | —       | Ali Daei             | Irão                   | Al-Sadd               | [carece de fontes?] |
| 1996                        | —       | Ko Jeong-woon        | Coreia do Sul          | Cheonan Ilhwa Chunma  | [carece de fontes?] |
| 1996                        | —       | Mohamed Al-Deayea    | Arábia Saudita         | Al-Tai FC             | [carece de fontes?] |
| 1996                        | —       | Yousuf Al-Thunayan   | Arábia Saudita         | Al-Hilal              | [carece de fontes?] |
|                             |         |                      |                        |                       |                     |
| 1997                        | 1º      | Hidetoshi Nakata     | Japão                  | Shonan Bellmare       | [carece de fontes?] |
| 1997                        | —       | Choi Yong-soo        | Coreia do Sul          | Sangmu                | [carece de fontes?] |
| 1997                        | —       | Karim Bagheri        | Irão                   | Arminia Bielefeld     | [carece de fontes?] |
| 1997                        | —       | Khodadad Azizi       | Irão                   | Köln                  | [carece de fontes?] |
|                             |         |                      |                        |                       |                     |
| 1998                        | 1º      | Hidetoshi Nakata     | Japão                  | Perugia               | [carece de fontes?] |
| 1998                        | —       | Ali Daei             | Irão                   | Bayern de Munique     | [carece de fontes?] |
| 1998                        | —       | Fan Zhiyi            | China                  | Crystal Palace        | [carece de fontes?] |
| 1998                        | —       | Jasem Al Huwaidi     | Kuwait                 | Al-Salmiya            | [carece de fontes?] |
|                             |         |                      |                        |                       |                     |
| 1999                        | 1º      | Ali Daei             | Irão                   | Hertha Berlim         | [carece de fontes?] |
| 1999                        | —       | Bashar Abdullah      | Kuwait                 | Al-Salmiya            | [carece de fontes?] |
| 1999                        | —       | Hidetoshi Nakata     | Japão                  | Perugia               | [carece de fontes?] |
| 1999                        | —       | Hwang Sun-hong       | Coreia do Sul          | Cerezo Osaka          | [carece de fontes?] |
| 1999                        | —       | Masashi Nakayama     | Japão                  | Júbilo Iwata          | [carece de fontes?] |
| 1999                        | —       | Sun Wen              | China                  | Shanghai SVA          | [carece de fontes?] |
|                             |         |                      |                        |                       |                     |
| 2000                        | 1º      | Nawaf Al-Temyat      | Arábia Saudita         | Al-Hilal              | [carece de fontes?] |
| 2000                        | —       | Hiroshi Nanami       | Japão                  | Júbilo Iwata          | [carece de fontes?] |
| 2000                        | —       | Lee Dong-gook        | Coreia do Sul          | Pohang Steelers       | [carece de fontes?] |
| 2000                        | —       | Ryuzo Morioka        | Japão                  | Shimizu S-Pulse       | [carece de fontes?] |
|                             |         |                      |                        |                       |                     |
| 2001                        | 1º      | Fan Zhiyi            | China                  | Dundee                | [carece de fontes?] |
| 2001                        | —       | Abdullah Al-Shehan   | Arábia Saudita         | Al Shabab             | [carece de fontes?] |
| 2001                        | —       | Ali Karimi           | Irão                   | Shabab Al Ahli Club   | [carece de fontes?] |
| 2001                        | —       | Li Tie               | China                  | Liaoning              | [carece de fontes?] |
| 2001                        | —       | Mirjalol Qosimov     | Uzbequistão            | Krylia Sovetov Samara | [carece de fontes?] |
|                             |         |                      |                        |                       |                     |
| 2002                        | 1º      | Shinji Ono           | Japão                  | Feyenoord             | [carece de fontes?] |
| 2002                        | —       | Ahn Jung-Hwan        | Coreia do Sul          | Perugia               | [carece de fontes?] |
| 2002                        | —       | Junichi Inamoto      | Japão                  | Fulham                | [carece de fontes?] |
| 2002                        | —       | Li Tie               | China                  | Everton               | [carece de fontes?] |
|                             |         |                      |                        |                       |                     |
| 2003                        | 1º      | Mehdi Mahdavikia     | Irão                   | Hamburgo              | [carece de fontes?] |
| 2003                        | —       | Maksim Shatskikh     | Uzbequistão            | Dínamo de Kiev        | [carece de fontes?] |
| 2003                        | —       | Therdsak Chaiman     | Tailândia              | BEC Tero Sasana       | [carece de fontes?] |
|                             |         |                      |                        |                       |                     |
| 2004                        | 1º      | Ali Karimi           | Irão                   | Shabab Al Ahli Club   | [carece de fontes?] |
| 2004                        | —       | A'ala Hubail         | Barém                  | Al-Ahli               | [carece de fontes?] |
| 2004                        | —       | Shunsuke Nakamura    | Japão                  | Reggina               | [carece de fontes?] |
|                             |         |                      |                        |                       |                     |
| 2005                        | 1º      | Hamad Al-Montashari  | Arábia Saudita         | Al-Ittihad            | [ 6 ]               |
| 2005                        | 2º      | Maksim Shatskikh     | Uzbequistão            | Dínamo de Kiev        | [ 6 ]               |
|                             |         |                      |                        |                       |                     |
| 2006                        | 1º      | Khalfan Ibrahim      | Catar                  | Al-Sadd               | [ 7 ]               |
| 2006                        | —       | Bader Al-Mutawa      | Kuwait                 | Al Qadsia             | [ 7 ]               |
| 2006                        | —       | Mohammad Al-Shalhoub | Arábia Saudita         | Al-Hilal              | [ 7 ]               |
|                             |         |                      |                        |                       |                     |
| 2007                        | 1º      | Yasser Al-Qahtani    | Arábia Saudita         | Al-Hilal              | [ 8 ]               |
| 2007                        | —       | Nashat Akram         | Iraque                 | Shabab Al Ahli Club   | [ 8 ]               |
| 2007                        | —       | Younis Mahmoud       | Iraque                 | Al-Gharafa            | [ 8 ]               |
|                             |         |                      |                        |                       |                     |
| 2008                        | 1º      | Server Djeparov      | Uzbequistão            | Bunyodkor             | [ 9 ]               |
| 2008                        | —       | Ismail Matar         | Emirados Árabes Unidos | Al-Wahda              | [ 9 ]               |
| 2008                        | —       | Sebastián Soria      | Catar                  | Qatar SC              | [ 9 ]               |
| 2008                        | —       | Yasuhito Endō        | Japão                  | Gamba Osaka           | [ 9 ]               |
| 2008                        | —       | Yuji Nakazawa        | Japão                  | Yokohama F. Marinos   | [ 9 ]               |
|                             |         |                      |                        |                       |                     |
| 2009                        | 1º      | Yasuhito Endō        | Japão                  | Gamba Osaka           | [ 10 ]              |
| 2009                        | —       | Kengo Nakamura       | Japão                  | Kawasaki Frontale     | [ 10 ]              |
| 2009                        | —       | Sayed Adnan          | Barém                  | Al-Khor               | [ 10 ]              |
|                             |         |                      |                        |                       |                     |
| 2010                        | 1º      | Saša Ognenovski      | Austrália              | Seongnam              | —                   |
| 2010                        | —       | Bader Al-Mutawa      | Kuwait                 | Al Qadsia             | —                   |
| 2010                        | —       | Farhad Majidi        | Irão                   | Esteghlal             | —                   |
| 2010                        | —       | Farshid Talebi       | Irão                   | Zob Ahan              | —                   |
| 2010                        | —       | Hussain Salman       | Barém                  | Al-Riffa              | —                   |
|                             |         |                      |                        |                       |                     |
| 2011                        | 1º      | Server Djeparov      | Uzbequistão            | Al Shabab             | [ 11 ]              |
| 2011                        | —       | Hadi Aghily          | Irão                   | Al-Arabi              | [ 11 ]              |
|                             |         |                      |                        |                       |                     |
| 2012                        | 1º      | Lee Keun-Ho          | Coreia do Sul          | Ulsan                 | —                   |
| 2012                        | —       | Ali Karimi           | Irão                   | Persepolis            | —                   |
| 2012                        | —       | Zheng Zhi            | China                  | Guangzhou Evergrande  | —                   |
|                             |         |                      |                        |                       |                     |
| 2013                        | 1º      | Zheng Zhi            | China                  | Guangzhou Evergrande  | [ 12 ]              |
| 2013                        | —       | Ha Dae-Sung          | Coreia do Sul          | FC Seoul              | [ 12 ]              |
| 2013                        | —       | Javad Nekounam       | Irão                   | Esteghlal             | [ 12 ]              |
|                             |         |                      |                        |                       |                     |
| 2014                        | 1º      | Nasser Al-Shamrani   | Arábia Saudita         | Al-Hilal              | —                   |
| 2014                        | —       | Ismail Ahmed         | Emirados Árabes Unidos | Shabab Al Ahli Club   | —                   |
| 2014                        | —       | Khalfan Ibrahim      | Catar                  | Al-Sadd               | —                   |
|                             |         |                      |                        |                       |                     |
| 2015                        | 1º      | Ahmed Khalil         | Emirados Árabes Unidos | Shabab Al Ahli Club   | [ 13 ]              |
| 2015                        | —       | Omar Abdulrahman     | Emirados Árabes Unidos | Al Ain                | [ 13 ]              |
| 2015                        | —       | Zheng Zhi            | China                  | Guangzhou Evergrande  | [ 13 ]              |
|                             |         |                      |                        |                       |                     |
| 2016                        | 1º      | Omar Abdulrahman     | Emirados Árabes Unidos | Al Ain                | [ 14 ]              |
| 2016                        | —       | Hammadi Ahmad        | Iraque                 | Al Quwa Al Jawiya     | [ 14 ]              |
| 2016                        | —       | Wu Lei               | China                  | Shanghai SIPG         | [ 14 ]              |
|                             |         |                      |                        |                       |                     |
| 2017                        | 1º      | Omar Kharbin         | Síria                  | Al-Hilal              | [ 15 ]              |
| 2017                        | —       | Omar Abdulrahman     | Emirados Árabes Unidos | Al Ain                | [ 15 ]              |
| 2017                        | —       | Wu Lei               | China                  | Shanghai SIPG         | [ 15 ]              |
|                             |         |                      |                        |                       |                     |
| 2018                        | 1º      | Abdelkarim Hassan    | Catar                  | Al-Sadd               | [ 16 ]              |
| 2018                        | —       | Kento Misao          | Japão                  | Kashima Antlers       | [ 16 ]              |
| 2018                        | —       | Yuma Suzuki          | Japão                  | Kashima Antlers       | [ 16 ]              |
|                             |         |                      |                        |                       |                     |
| 2019                        | 1º      | Akram Afif           | Catar                  | Al-Sadd               | [ 17 ]              |
| 2019                        | —       | Alireza Beiranvand   | Irão                   | Persepolis            | [ 17 ]              |
| 2019                        | —       | Tomoaki Makino       | Japão                  | Urawa Red Diamonds    | [ 17 ]              |
| Não premiado de 2020 a 2021 |         |                      |                        |                       |                     |
| 2022                        | 1º      | Salem Al-Dawsari     | Arábia Saudita         | Al-Hilal              | [ 18 ]              |
| 2022                        | —       | Almoez Ali           | Catar                  | Al-Duhail             | [ 18 ]              |
| 2022                        | —       | Mathew Leckie        | Austrália              | Melbourne City        | [ 18 ]              |
|                             |         |                      |                        |                       |                     |
| 2023                        | 1º      | Akram Afif           | Catar                  | Al-Sadd               | [ 19 ]              |
| 2023                        | —       | Seol Young-woo       | Coreia do Sul          | Ulsan                 | [ 19 ]              |
| 2023                        | —       | Yazan Al-Naimat      | Jordânia               | Al-Ahli               | [ 19 ]              |

## Jogador Asiático Internacional do Ano
O Prêmio de Jogador Internacional Asiático do Ano da AFC é uma premiação anual concedida pela Confederação Asiática de Futebol (AFC). Ele é atribuído ao jogador asiático que teve o melhor desempenho fora da Ásia durante um ano civil.
| Ano                         | Posição | Jogador         | Nacionalidade | Clube                  | Ref.          |
| --------------------------- | ------- | --------------- | ------------- | ---------------------- | ------------- |
| 2012                        | 1º      | Shinji Kagawa   | Japão         | Manchester United      | —             |
| 2012                        | —       | Mark Schwarzer  | Austrália     | Fulham                 | —             |
| 2012                        | —       | Yuto Nagatomo   | Japão         | Internazionale         | —             |
|                             |         |                 |               |                        |               |
| 2013                        | 1º      | Yuto Nagatomo   | Japão         | Internazionale         | [ 20 ]        |
| 2013                        | —       | Keisuke Honda   | Japão         | CSKA Moscou            | [ 20 ]        |
| 2013                        | —       | Son Heung-Min   | Coreia do Sul | Bayer Leverkusen       | [ 20 ]        |
|                             |         |                 |               |                        |               |
| 2014                        | 1º      | Mile Jedinak    | Austrália     | Crystal Palace         | [ 21 ]        |
| 2014                        | —       | Ki Sung-Yueng   | Coreia do Sul | Swansea City           | [ 21 ]        |
| 2014                        | —       | Tim Cahill      | Austrália     | New York Red Bulls     | [ 21 ]        |
|                             |         |                 |               |                        |               |
| 2015                        | 1º      | Son Heung-min   | Coreia do Sul | Tottenham              | [ 22 ]        |
| 2015                        | —       | Ki Sung-yueng   | Coreia do Sul | Swansea City           | [ 22 ]        |
| 2015                        | —       | Massimo Luongo  | Austrália     | Queens Park Rangers    | [ 22 ]        |
|                             |         |                 |               |                        |               |
| 2016                        | 1º      | Shinji Okazaki  | Japão         | Leicester              | —             |
| 2016                        | —       | Shinji Kagawa   | Japão         | Borussia Dortmund      | —             |
| 2016                        | —       | Son Heung-min   | Coreia do Sul | Tottenham              | —             |
|                             |         |                 |               |                        |               |
| 2017                        | 1º      | Son Heung-min   | Coreia do Sul | Tottenham              | [ 23 ]        |
| 2017                        | —       | Aaron Mooy      | Austrália     | Huddersfield Town      | [ 23 ]        |
| 2017                        | —       | Shinji Kagawa   | Japão         | Borussia Dortmund      | [ 23 ]        |
|                             |         |                 |               |                        |               |
| 2018                        | 1º      | Makoto Hasebe   | Japão         | Eintracht Frankfurt    | —             |
|                             |         |                 |               |                        |               |
| 2019                        | 1º      | Son Heung-min   | Coreia do Sul | Tottenham              | —             |
| 2019                        | —       | Makoto Hasebe   | Japão         | Eintracht Frankfurt    | —             |
| 2019                        | —       | Sardar Azmoun   | Irão          | Zenit                  | —             |
| Não premiado de 2020 a 2021 |         |                 |               |                        |               |
| 2022                        | 1º      | Kim Min-jae     | Coreia do Sul | Napoli                 | [ 24 ]        |
| 2022                        | —       | Kaoru Mitoma    | Japão         | Brighton & Hove Albion | [ 24 ]        |
| 2022                        | —       | Mehdi Taremi    | Irão          | Porto                  | [ 24 ]        |
|                             |         |                 |               |                        |               |
| 2023                        | 1º      | Son Heung-min   | Coreia do Sul | Tottenham              | [ 25 ] [ 26 ] |
| 2023                        | —       | Mehdi Taremi    | Irão          | Porto                  | [ 25 ] [ 26 ] |
| 2023                        | —       | Musa Al-Taamari | Jordânia      | Montpellier            | [ 25 ] [ 26 ] |

## Jogador Estrangeiro do Ano
| Ano  | Jogador         | Nacionalidade | Clube                | Ref.   |
| ---- | --------------- | ------------- | -------------------- | ------ |
| 2012 | Rogerinho       | Brasil        | Al-Arabi             | [ 27 ] |
|      |                 |               |                      |        |
| 2013 | Muriqui         | Brasil        | Guangzhou Evergrande | [ 28 ] |
|      |                 |               |                      |        |
| 2014 | Asamoah Gyan    | Gana          | Al Ain               | [ 29 ] |
|      |                 |               |                      |        |
| 2015 | Ricardo Goulart | Brasil        | Guangzhou Evergrande | [ 30 ] |

## Futebolista de Salão Asiático do Ano
| Ano                         | Jogador                | Nacionalidade | Ref.   |
| --------------------------- | ---------------------- | ------------- | ------ |
| 2006                        | Kenichiro Kogure       | Japão         | —      |
|                             |                        |               |        |
| 2007                        | Vahid Shamsaei         | Irão          | —      |
|                             |                        |               |        |
| 2008                        | Vahid Shamsaei         | Irão          | —      |
| Prêmio não entregue em 2009 |                        |               |        |
| 2010                        | Mohammad Taheri        | Irão          | —      |
|                             |                        |               |        |
| 2011                        | Mohammad Keshavarz     | Irão          | —      |
|                             |                        |               |        |
| 2012                        | Rafael Henmi           | Japão         | [ 31 ] |
|                             |                        |               |        |
| 2013                        | Suphawut Thueanklang   | Tailândia     | [ 32 ] |
|                             |                        |               |        |
| 2014                        | Ali Asghar Hassanzadeh | Irão          | —      |
|                             |                        |               |        |
| 2015                        | Vahid Shamsaei         | Irão          | [ 33 ] |
|                             |                        |               |        |
| 2016                        | Ali Asghar Hassanzadeh | Irão          | [ 34 ] |
|                             |                        |               |        |
| 2017                        | Ali Asghar Hassanzadeh | Irão          | [ 35 ] |
|                             |                        |               |        |
| 2018                        | Ali Asghar Hassanzadeh | Irão          | —      |
|                             |                        |               |        |
| 2019                        | Tomoki Yoshikawa       | Japão         | [ 36 ] |
| Não premiado de 2020 a 2021 |                        |               |        |
| 2022                        | Moslem Oladghobad      | Irão          | [ 37 ] |
|                             |                        |               |        |
| 2023                        | Saeid Ahmadabbasi      | Irão          | [ 38 ] |